# Wojciech Wojdak
Wojciech Jacek Wojdak (Brzesko, 13 de marzo de 1996) es un deportista polaco que compitió en natación, especialista en el estilo libre.
Ganó una medalla de plata en el Campeonato Mundial de Natación de 2017 y una medalla de bronce en el Campeonato Mundial de Natación en Piscina Corta de 2016.

## Palmarés internacional
| Campeonato Mundial                  | Campeonato Mundial | Campeonato Mundial | Campeonato Mundial |
| Año                                 | Lugar              | Medalla            | Prueba             |
| ----------------------------------- | ------------------ | ------------------ | ------------------ |
| 2017                                | Budapest (Hungría) | Medalla de plata   | 800 m libre        |
| Campeonato Mundial en Piscina Corta |                    |                    |                    |
| Año                                 | Lugar              | Medalla            | Prueba             |
| 2016                                | Windsor (Canadá)   | Medalla de bronce  | 1500 m libre       |